# Spathacanthus hoffmannii
Spathacanthus hoffmannii är en akantusväxtart som beskrevs av Gustav Lindau. Spathacanthus hoffmannii ingår i släktet Spathacanthus och familjen akantusväxter. Inga underarter finns listade i Catalogue of Life.